# MotionScan
MotionScan – technika stosowana przy produkcji gier komputerowych, polegająca na przechwytywaniu ruchów wcielającego się w rolę aktora za pomocą 32 kamer wysokiej rozdzielczości skierowanych na jego twarz. Następnie przechwytywany w wysokiej rozdzielczości obraz jest konwertowany i wyświetlany na ekranie komputera jako obiekt 3D. Technologia została opatentowana przez australijską firmę Depth Analisis, bliźniaczą firmę Team Bondi. Pierwszy raz została zaprezentowana podczas targów Electronic Entertainment Expo 2010, a następnie wykorzystano ją z powodzeniem w wydanej w 2011 roku grze komputerowej L.A. Noire. W przeciwieństwie do techniki motion capture nie wymaga się od aktora ubierania specjalnej, czarnej kamizelki.